# Pexopsis buccalis
Pexopsis buccalis là một loài ruồi trong họ Tachinidae.